# TV조선 강적들
《강적들》은 대한민국의 TV조선에서 방송되는 시사, 토론 토크 쇼 전문 예능 프로그램이다.

## 기획 의도
한 개의 사건에 대해 각기 다른 성향을 가진 사람들이 한 자리에 모여 주관적으로 현상과 원인을 분석하는 시사 비하인드 토크쇼 프로그램.

## 역대 방송 시간
| 방송 채널 | 방송 기간                           | 방송 시간                    | 방송 분량 |
| --------- | ----------------------------------- | ---------------------------- | --------- |
| TV CHOSUN | 2013년 10월 23일 ~ 2018년 10월 3일  | 매주 수요일 밤 11:00 ~ 12:40 | 100분     |
| TV CHOSUN | 2018년 10월 20일 ~ 2020년 11월 14일 | 매주 토요일 밤 9:10 ~ 10:50  | 100분     |
| TV CHOSUN | 2020년 11월 21일 ~ 현재             | 매주 토요일 밤 10:30 ~ 12:10 | 100분     |

## 진행자
- 진중권, 임윤선 (2025년 7월 5일 ~ 현재)

## 역대 진행자
- 강용석 (2013년 10월 23일 ~ 2015년 8월)
- 박은지
- 김성경 (2016년 1월 20일 ~ 2022년 12월 31일)
- 유정현
- 금태섭 (2023년 1월 14일 ~ 2024년 4월 29일)
- 조수빈 (2023년 5월 6일 ~ 2025년 3월 8일)
- 권재홍 (2025년 3월 15일 ~ 2025년 6월 28일)

## 역대 출연진
- 이소라
- 임윤선
- 김신영
- 황현희
- 이윤석
- 손정혜
- 서경석
- 이인철
- 송영선
- 표창원
- 장제원
- 박종진
- 함익병
- 이준석
- 강민구
- 이봉규
- 김진명
- 정미경
- 전원책
- 김갑수

## 같이 보기
관련 항목
- 토크 쇼

방송 프로그램
- 써클하우스, 관계자 외 출입금지 (SBS TV)
- 썰전 (JTBC)
- 속풀이쇼 동치미, 판도라 (MBN)
- 외부자들 (채널A)
- 오늘 아침 1라디오, 세상의 모든 정보, 라디오 전국일주 (KBS 1라디오)
- 스포왕 고영배 (MBC FM4U)
- 임형주의 너에게 주는 노래 (cpbc FM)
- 건강한 아침 김초롱입니다 (MBC 표준FM)